# کلیفوود (نیوجرسی)
کلیفوود (به انگلیسی: Cliffwood) یک منطقهٔ مسکونی در ایالات متحده آمریکا است که در ابردین، نیوجرسی واقع شده‌است. کلیفوود ۲٬۹۷۴ نفر جمعیت دارد و ۱۸٫۹ متر بالاتر از سطح دریا واقع شده‌است.